# Evaristo Carazo Aranda
Evaristo Carazo Aranda (* 1822 in Cartago, Costa Rica; † 1. August 1889 in Managua, Nicaragua) war ein nicaraguanischer Politiker der konservativen Partei und von 1887 bis 1889 Präsident des Landes.

## Leben
Sowohl über sein Geburtsdatum wie seinen Geburtsort gibt es alternative Angaben. Das Erziehungsministerium von Nicaragua erwähnt Rivas als möglichen Geburtsort.
Carazo nahm an der Verteidigung von Rivas gegen William Walker teil. Während seiner Regierungszeit förderte er das öffentliche Schulwesen des Landes in Fortführung der Arbeit seines Vorgängers Adán Cárdenas. In diesen Zusammenhang gehört auch seine Unterstützung der Universität von León.
Auf wirtschaftlichem Gebiet förderte er den Kaffeeanbau und die Rinderzucht. Er ließ den Flusshafen El Rama anlegen. Carazo gründet 1888 die Banco de Nicaragua und die Banco Mercantil de León.
Carazo starb am 1. August 1889 in Ausübung seines Amtes. Seine Amtsgeschäfte wurden interimsmäßig von Nicolás Osorno übernommen. Danach bestimmte die Nationalversammlung den Senator Roberto Sacasa zu seinem Nachfolger, der zuerst die Amtszeit Carazos beendete und danach erneut zum Präsidenten gewählt wurde.

## Ehrungen
Das Departamento Carazo trägt seinen Namen.